# Giovanni Battista Bianciardi
Giovanni Battista Bianciardi detto Sorba (Siena, 10 febbraio 1745 – Siena, 3 giugno 1810) è stato un fantino italiano, vincitore del Palio di Siena nel 1770.

## La vittoria
Sorba vinse il Palio di luglio 1770 grazie a uno stratagemma. Rimasto nelle ultime posizioni dopo i primi due giri, decise di non correre il terzo giro di Piazza e si nascose dietro le carrozze posizionate in quello spazio che nei tempi moderni è occupato dal palco delle comparse. Grazie anche alla polvere che si alzava al passaggio dei cavalli, attese pazientemente l'arrivo delle altre contrade, che erano quasi al termine del Palio, e si presentò in testa alla corsa. Passò quindi facilmente per primo sotto il palco dei Giudici.
Il Nicchio, giunto secondo, contestò la vittoria di Sorba, ma, non potendo presentare prove, il Palio, dopo due giorni, fu assegnato all'Aquila. Immediato sorse il dubbio che Sorba non avesse fatto i tre giri regolamentari, ma, non essendoci la prova contraria, il Palio venne assegnato all'Aquila.
Sorba tentò nuovamente la scorrettezza in occasione del Palio del 16 agosto 1775, allorché vestiva il giubbetto dell'Onda. Dopo aver percorso solo il primo giro, si nascose fra gli spettatori assiepati all'inizio di via di Malborghetto (l'odierna via Giovanni Duprè), ripartendo al terzo giro davanti alla Lupa, in quel momento prima. Sorba superò per primo il Palco dei Giudici, ma questi ultimi, sulla base di varie testimonianze, incluse quelle di più protettori dell'Onda, assegnarono correttamente il Palio alla Lupa.

## Presenze al Palio di Siena
| Palio          | Contrada   | Cavallo                 | Note |
| -------------- | ---------- | ----------------------- | ---- |
| 16 agosto 1764 | Selva      | Morello di G. Cipriani  |      |
| 2 luglio 1770  | Aquila     | Sauro di P. Testi       |      |
| 2 luglio 1775  | Selva      | Baio di C. Gabbrielli   |      |
| 16 agosto 1775 | Onda       | Baio di G. Santini      |      |
| 2 luglio 1776  | Leocorno   | Baio di O. Del Pavone   |      |
| 2 luglio 1777  | Giraffa    | Morello di S. Ticci     |      |
| 16 agosto 1777 | Lupa       | Morello di G. Pini      |      |
| 2 luglio 1778  | Selva      | Sauro di A. Anichini    |      |
| 17 agosto 1778 | Leocorno   | Sauro del Baldassarrini |      |
| 2 luglio 1779  | Chiocciola | Grigio di L. Cetti      |      |
| 2 luglio 1780  | Bruco      | Morello di P. Testi     |      |
| 16 agosto 1780 | Tartuca    | Sauro di L. Testi       |      |
| 16 agosto 1781 | Nicchio    | Baio di A. Merlotti     |      |